# Main Event der World Series of Poker 2011
Das Main Event der World Series of Poker 2011 war das Hauptturnier der 42. Austragung der Poker-Weltmeisterschaft in Paradise am Las Vegas Strip.

## Turnierstruktur

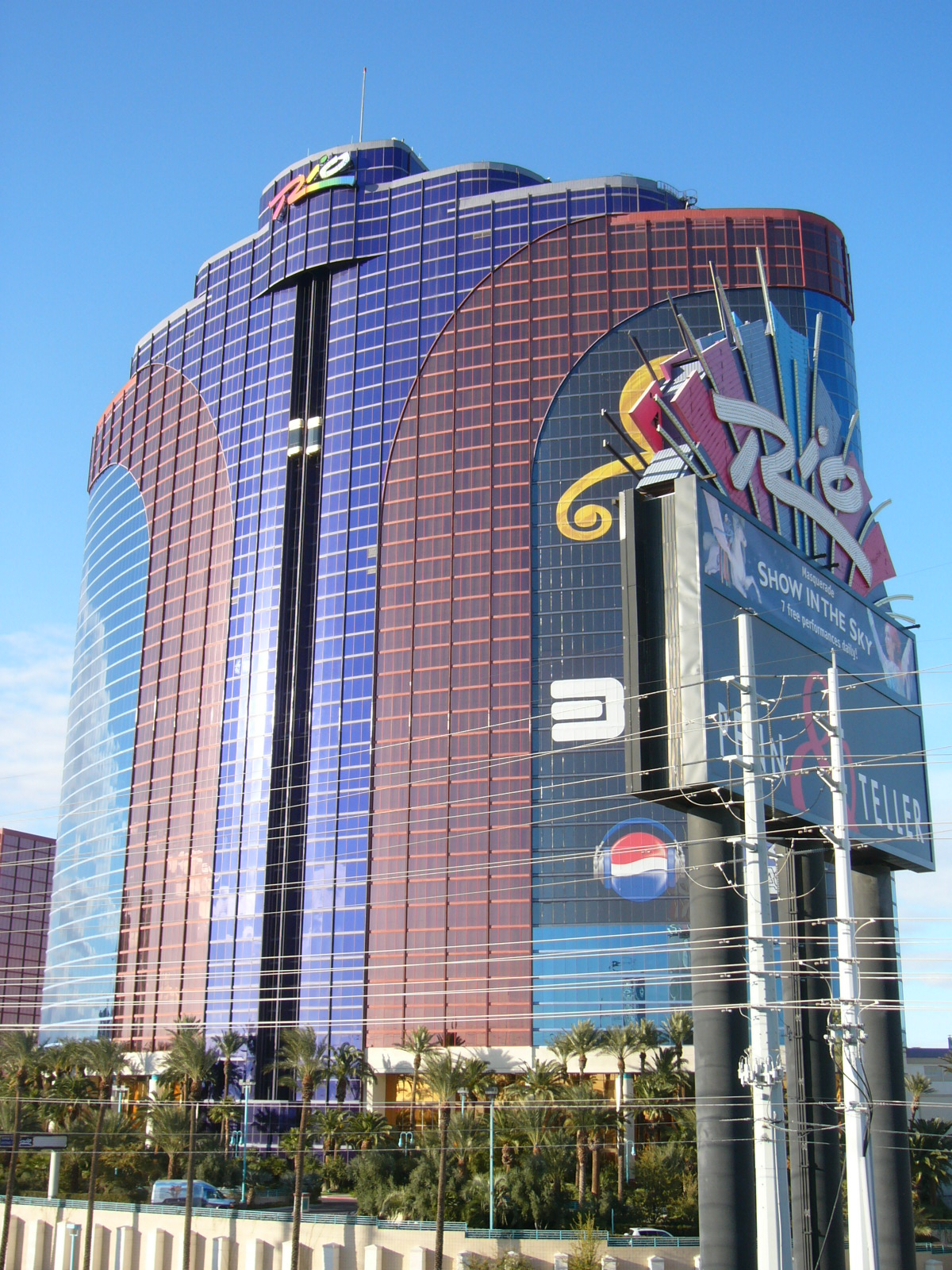
Das Rio All-Suite Hotel and Casino am Las Vegas Strip

Die Anmeldung des Hauptturniers der World Series of Poker in der Variante No Limit Hold’em war auf die vier Tage vom 7. bis 10. Juli 2011 verteilt. Anschließend wurde vorerst bis zum achten Turniertag am 19. Juli gespielt, nach dem nur noch neun Spieler verblieben. Der Finaltisch wurde am 6. und 9. November 2011 gespielt. Das gesamte Turnier wurde im Rio All-Suite Hotel and Casino in Paradise ausgetragen. Die insgesamt 6865 Teilnehmer mussten ein Buy-in von je 10.000 US-Dollar zahlen, für sie gab es 693 bezahlte Plätze. Beste Frau war Erika Moutinho, die den 29. Platz für mehr als 240.000 US-Dollar Preisgeld belegte.

## Übertragung
Das Main Event wurde ab dem dritten Turniertag auf der Website der WSOP live gestreamt. Der US-amerikanische Fernsehsender ESPN sendete zudem Zusammenfassungen in insgesamt 24 Episoden, die von Norman Chad und Lon McEachern kommentiert sowie erstmals von Kara Scott moderiert wurden. Der Finaltisch wurde live und exklusiv bei ESPN übertragen.

## Deutschsprachige Teilnehmer
Pius Heinz gewann als erster Deutscher das Main Event. Folgende deutschsprachige Teilnehmer konnten sich im Geld platzieren:
| Platz | Herkunft    | Spieler              | Preisgeld (in $) |
| ----- | ----------- | -------------------- | ---------------- |
| 001   | Deutschland | Pius Heinz           | 8.715.368        |
| 028   | Deutschland | Philipp Gruissem     | 0.242.636        |
| 051   | Schweiz     | Stefan Huber         | 0.160.036        |
| 055   | Deutschland | Sebastian Ruthenberg | 0.130.997        |
| 093   | Deutschland | Julian Stuer         | 0.064.531        |
| 112   | Deutschland | Alexander Dietrich   | 0.054.851        |
| 137   | Deutschland | Alexander Debus      | 0.054.851        |
| 151   | Deutschland | Max Heinzelmann      | 0.054.851        |
| 152   | Deutschland | Robert Kolbe         | 0.054.851        |
| 195   | Schweiz     | Umberto Caloro       | 0.047.107        |
| 202   | Osterreich  | Niki Kovacs          | 0.047.107        |
| 217   | Deutschland | Wilfried Härig       | 0.047.107        |
| 222   | Deutschland | Philipp Harti        | 0.047.107        |
| 234   | Deutschland | Philipp Hochhuth     | 0.040.654        |
| 266   | Deutschland | Marvin Rettenmaier   | 0.040.654        |
| 308   | Deutschland | Stephan Keil         | 0.035.492        |
| 338   | Deutschland | Martin Dietrich      | 0.035.492        |
| 341   | Deutschland | Andreas Kauffeldt    | 0.035.492        |
| 351   | Deutschland | Martin Ross          | 0.035.492        |
| 354   | Deutschland | Jo Krautwald         | 0.030.974        |
| 366   | Deutschland | David Lenz           | 0.030.974        |
| 391   | Deutschland | Sandra Naujoks       | 0.030.974        |
| 445   | Deutschland | Nikolai Senninger    | 0.027.103        |
| 484   | Deutschland | Markus Lehmann       | 0.023.876        |
| 493   | Deutschland | Lasell King          | 0.023.876        |
| 497   | Deutschland | Lukas Bäumer         | 0.023.876        |
| 541   | Schweiz     | Pierre Sikias        | 0.023.876        |
| 547   | Deutschland | David Stimper        | 0.023.876        |
| 555   | Deutschland | Janeike Wilken       | 0.021.295        |
| 597   | Deutschland | Matthias Much        | 0.021.295        |
| 600   | Deutschland | Ramin Henke          | 0.021.295        |
| 645   | Deutschland | Yehuda Cohen         | 0.019.359        |
| 649   | Deutschland | Patryk Hopner        | 0.019.359        |

## Finaltisch
Der Finaltisch wurde am 6. und 9. November 2011 ausgespielt. In der finalen Hand gewann Heinz mit A♠ K♣ gegen Staszko mit 10♣ 7♣.
| Platz | Herkunft               | Spieler           | Alter * | Preisgeld (in $) |
| ----- | ---------------------- | ----------------- | ------- | ---------------- |
| 1     | Deutschland            | Pius Heinz        | 22      | 8.715.368        |
| 2     | Tschechien             | Martin Staszko    | 35      | 5.433.086        |
| 3     | Vereinigte Staaten     | Ben Lamb          | 26      | 4.021.138        |
| 4     | Vereinigte Staaten     | Matt Giannetti    | 26      | 3.012.700        |
| 5     | Vereinigte Staaten     | Phil Collins      | 26      | 2.269.599        |
| 6     | Irland                 | Eoghan O’Dea      | 26      | 1.720.831        |
| 7     | Belize                 | Badih Bounahra    | 49      | 1.314.097        |
| 8     | Ukraine                | Anton Makijewskyj | 21      | 1.010.015        |
| 9     | Vereinigtes Konigreich | Sam Holden        | 22      | 0.782.115        |